# Công quốc bộ tộc

Lãnh thổ Đế chế La Mã Thần thánh, khoảng thế kỷ XI.

Công quốc bộ tộc hay công quốc gốc (tiếng Đức: Stammesherzogtum) là các lãnh thổ của các bộ tộc Đức, gồm các tộc người Frank, người Sachsen, người Baiern và người Alemanni, cấu thành nên Vương quốc Đức vào thời điểm sụp đổ của Vương triều Caroling sau cái chết của Ludwig Trẻ con (Ludwig das Kind) năm 911, qua đến giai đoạn chuyển tiếp dẫn đến sự hình thành Vương triều Otto sau đó.
Sau khi thay thế Vương triều Meroving cai trị Đông Francia, các vua Caroling đã xóa bỏ các lãnh thổ bộ tộc thời kỳ đầu của Đế chế vào thế kỷ thứ 8. Khi Đế quốc Carolus suy tàn, các bộ tộc cũ trỗi dậy, nhưng với một danh nghĩa mới. Năm công quốc bộ tộc mới (đôi khi còn được gọi là "công quốc bộ tộc trẻ" để phân biệt với các lãnh thổ bộ tộc thời kỳ tiền Caroling, đôi khi cũng được gọi là "công quốc bộ tộc") là: Bayern (người Baiern), Franken, Lothringen (người Frank), Sachsen (người Sachsen) và Schwaben (người Alemanni). Các vua của Vương triều Salic (trị vì 1027–1125) vẫn giữ các công quốc bộ tộc như các bộ phận chính của nước Đức, nhưng chúng ngày càng trở nên lỗi thời trong thời kỳ đầu trung cổ, dưới triều đại Hohenstaufen, và cuối cùng đã bị Frederick Barbarossa bãi bỏ vào năm 1180 để ủng hộ quá trình phân chia lãnh thổ các bộ tộc cũ thành các công quốc thực thụ.

## Các bộ tộc Đức (Stämme)

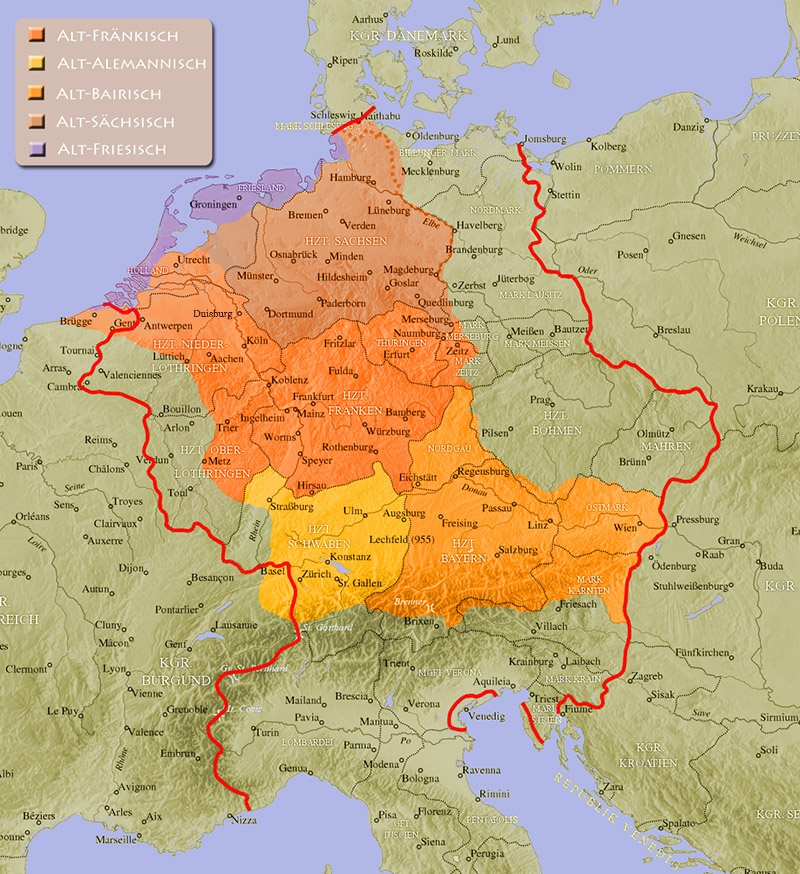
Bản đồ ngôn ngữ của người Đức cổ (Alemannic và Baiern), người Frank cổ, người Sachsen cổ và người Friesisch cổ vào thời Otto I, thế kỷ thứ 10.

Nguồn gốc của người Đức từ một số bộ tộc Đức (Deutsche Stämme; Volksstämme) được phát triển trong lịch sử và dân tộc học Đức trong thế kỷ 18-19. Khái niệm "bộ tộc Đức" liên quan đến gia đoạn Sơ kỳ và Trung kỳ Trung Cổ, được phân biệt với khái niệm các bộ lạc Đức chung chung hơn ở Hậu kỳ cổ đại. Đôi khi khái niệm này có sự phân biệt giữa khái niệm "bộ tộc cổ đại" (Altstämme), tồn tại trong thế kỷ 10 và "bộ tộc mới" (Neustämme), xuất hiện trong giai đoạn Trung kỳ Trung cổ do kết quả của sự mở rộng về phía đông. Việc phân định hai khái niệm trên khá là mơ hồ, và kết quả là khái niệm này làm nảy sinh một lịch sử tranh chấp chính trị và học thuật. Các thuật ngữ Stamm (bộ tộc), Nation (quốc gia) hoặc Volk (dân tộc) được sử dụng khác nhau trong lịch sử Đức hiện đại phản ánh các khái niệm tương đương trong Tiếng Latinh là gens, natio hoặc populus trong các tài liệu nguồn thời Trung cổ.
Sử học truyền thống của Đức ghi nhận sáu Altstämme hay "bộ tộc cổ đại", gồm người Baiern, người Alemanni, người Frank, người Sachsen, người Friesisch và người Thüringer. Tất cả đều đã được hợp nhất trong Đế quốc Carolus vào cuối thế kỷ thứ 8. Chỉ có bốn bộ tộc trong số này được tái hình thành thành các các công quốc bộ tộc sau này; công quốc Thüringen thời Meroving trước đây bị nhập vào Sachsen năm 908 trong khi công quốc Friesisch trước đây đã bị chinh phục, nhập vào Francia vào năm 734. Luật tục hoặc luật bộ tộc của các nhóm này được ghi lại vào đầu thời kỳ trung cổ ( Lex Baiuvariorum, Lex Alamannorum, Lex Salica và Lex Ripuaria, Lex Saxonum, Lex Frisionum và Lex Thuringorum). Luật tục Franken, Sachsen và Schwaben vẫn có hiệu lực và cạnh tranh tốt với luật của triều đình Thánh chế La Mã cho đến thế kỷ 13.
Danh sách các Neustämme (bộ tộc mới) ít xác định hơn nhiều và có thể thay đổi đáng kể; các nhóm đã được liệt kê trong tiêu đề này bao gồm Märker, Lausitzer, Mecklenburger, Thượng Sachsen, Pomerania, Silesia và Đông Phổ, phản ánh đại khái hoạt động định cư của người Đức trong thế kỷ 12 đến 15.
Việc sử dụng khái niệm Stämme (bộ tộc) chứ không phải là Völker (dân tộc), xuất hiện vào đầu thế kỷ 19 trong bối cảnh dự án thống nhất nước Đức. Karl Friedrich Eichhorn năm 1808 vẫn sử dụng khái niệm Deutsche Völker (các dân tộc Đức). Friedrich Christoph Dahlmann năm 1815 đã yêu cầu sử dụng khái niệm dân tộc Đức (Volk) thống nhất trong các bộ tộc của mình (in seinen Stämmen). Thuật ngữ này đã trở thành tiêu chuẩn và được phản ánh trong phần mở đầu của hiến pháp Weimar năm 1919, đọc là Das deutsche Volk, einig trong seinen Stämmen [. . . ] ("Dân tộc Đức, thống nhất trong các bộ tộc của mình...").
Thành phần dân số Đức truy nguồn về các bộ tộc này như một thực tế lịch sử hầu như được công nhận trong sử học đương đại, trong khi các học giả thường xuyên đưa ra lời cảnh báo rằng mỗi bộ tộc nên được xem như một trường hợp riêng lẻ có lịch sử dân tộc khác nhau, mặc dù một số sử gia đã làm sống lại thuật ngữ "dân tộc" (Völker) hơn là "bộ tộc" (Stämme).
Sự phân chia vẫn được sử dụng hiện tại trong phân loại thông thường các phương ngữ tiếng Đức thành tiếng Franken, tiếng Alemanni, tiếng Thuringen, tiếng Bayern và tiếng Hạ Đức (bao gồm tiếng Friso-Saxon, với tiếng Frisian được coi là một ngôn ngữ riêng biệt). Tại Bayern ngày nay, sự phân chia thành "bộ tộc Bayern" (bayerische Stämme) vẫn còn tồn tại đối với các quần thể của Altbayern (thuộc Bayern), Franken và Schwaben.

## Đông Francia
Đế chế thống nhất Đông Francia thực chất được tổ hợp thành từ các lãnh thổ bộ tộc, đứng đầu bởi các thủ lĩnh bộ tộc được công nhận các chức vụ như rex hoặc dux tùy theo địa vị của họ trong đế chế. Có địa vị cao nhất trong số đó, là các tộc người Sachsen và người Bayern, vốn đã bị Charlemagne chinh phục, và người Alamannen, chịu thần phục người Frank vào năm 746. Trong sử học Đức, họ được gọi là jüngere Stammesherzogtümer (các công quốc bộ tộc trẻ), nhằm phân biệt với các công quốc bộ tộc cũ từng là chư hầu dưới thời Vương triều Meroving. Mặc dù vậy, thuật ngữ "công quốc bộ tộc" vẫn được dùng phổ biến để chỉ khái niệm này. Nhà sử học Herwig Wolfram phủ nhận bất kỳ sự phân biệt thực sự nào giữa các công quốc bộ tộc cũ hơn và trẻ hơn, hoặc giữa các công quốc bộ tộc của Đức và các lãnh thổ thành bang tương tự ở các vùng khác của đế chế Caroling:
Sau các Hiệp ước Verdun (843), Meerssen (870) và Ribemont (880), Vương quốc Đông Francia được hình thành từ các lãnh thổ của người Baiern, Alamannen và Sachsen, cùng với các phần phía đông lãnh thổ của người Frank. Vương quốc được phân chia vào năm 864–865 cho các con trai của Ludwig Người Đức, phần lớn dọc theo ranh giới của các bộ tộc này. Tuy nhiên, vương quyền của tộc Caroling nhanh chóng tan rã sau năm 899 dưới sự cai trị của Ludwig Trẻ con, điều này cho phép các lãnh chúa địa phương hồi sinh các công quốc bộ tộc với tư cách là các thực thể tự trị và cai trị các bộ tộc của họ dưới quyền tối cao của nhà vua.

## Đế chế La Mã Thần thánh

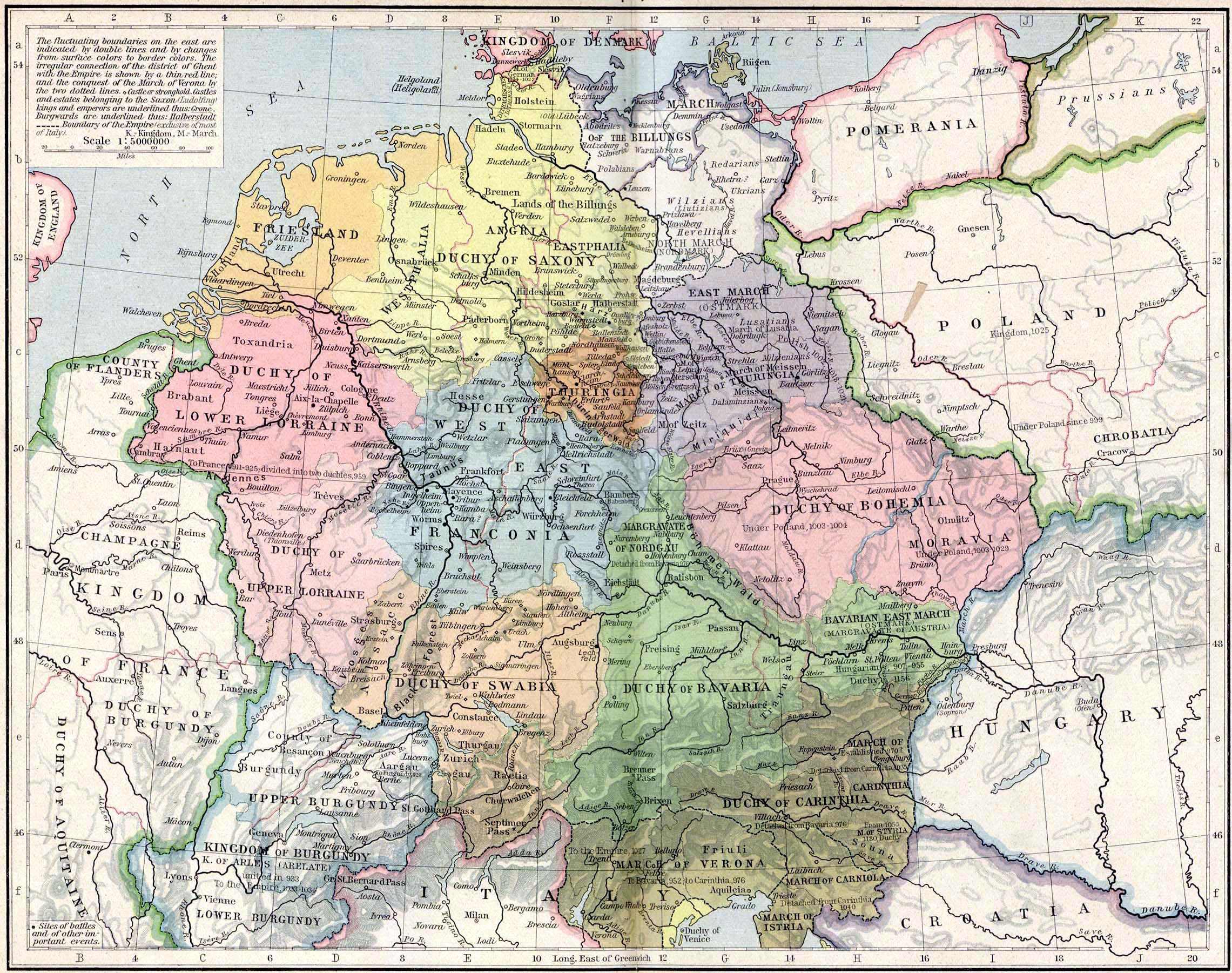
Vương quốc Frank Đông (919–1125) với các lãnh thổ công quốc bộ tộc: Sachsen màu vàng, Franken màu xanh lam, Baiern màu xanh lục, Schwaben màu cam nhạt và Lothringen màu hồng.

Sau cái chết của Ludwig Trẻ con vào năm 911, các bộ tộc vẫn tiếp tục thừa nhận sự thống nhất của vương quốc. Các lãnh chúa đã tập hợp và bầu Konrad I làm vua của họ. Theo luận điểm của Tellenbach, chính các lãnh chúa bộ tộc đã tạo ra các công quốc dưới thời trị vì của Konrad. Không có bộ tộc nào cố gắng thành lập một vương quốc độc lập. Ngay cả sau cái chết của Konrad vào năm 918, khi việc bầu chọn Heinrich Người săn chim dẫn đến tranh chấp, đối thủ của ông, Arnulf I xứ Bayern, đã không thành lập một vương quốc riêng biệt mà tuyên bố chủ quyền toàn bộ vương quốc, trước khi bị Heinrich buộc phải phục tùng vương quyền. Heinrich thậm chí có thể đã ban hành một luật quy định rằng vương quốc sau đó sẽ được thống nhất. Arnulf tiếp tục cai trị nó như một vị vua ngay cả sau khi ông phục tùng, nhưng sau khi ông qua đời vào năm 937, bộ tộc của ông nhanh chóng được đặt dưới sự kiểm soát của hoàng gia bởi Otto Đại đế, con trai của Heinrich. Các vị vua của Vương triều Otto ban đầu đã cố gắng giữ các công quốc như là một nhánh kiểm soát địa phương của vương quyền, nhưng đến triều đại của Heinrich IV, các công tước đã biến các công quốc thành những lãnh thổ kế vị riêng cha truyền con nối về mặt chức năng.
Năm công quốc bộ tộc đó là:
Công quốc Franconia (Ducatus Franconiae, Herzogtum Franken)
Thuộc gia tộc Konradiner, một nhánh thân cận hoàng gia, đã giành được quyền bá chủ ở Frank nhưng không bao giờ thống nhất được khu vực này. Franken không bao gồm toàn bộ lãnh thổ của người Frank cũ, được gọi là Austrasia, mà đã bị chia thành ba phần trong Hiệp ước Verdun năm 843, hai phần còn lại trở thành Lotharingia và cốt lõi của vương quốc Pháp, tương ứng. Sau khi có được vương vị vào năm 911, tộc Konradiner phải nhường lại vương quyền cho gia tộc Liudolfinger người Sachsen. Sau một cuộc nổi dậy thất bại, quyền lực của tộc Konradiner bị phế trừ và công quốc bị chuyển thành lãnh thổ của vương quyền. Lãnh thổ này bị chia cắt thành một tập hợp gồm các lãnh địa quý tộc và lãnh địa giáo hội ngay từ năm 939 và không bao giờ được khôi phục như một thực thể chính trị hoặc bộ phận hành chính. Franken cũng không giữ được bản sắc văn hóa hoặc ngôn ngữ của mình; các phương ngữ Franken hiện nay được phân bổ dọc theo dãy phương ngữ, được chia thành các nhánh Thượng Franken, Trung Franken và Hạ Franken, cùng các phương ngữ phụ của chúng.
Công quốc Lotharingia (Ducatus Lotharingiae, Herzogtum Lothringen)
Là thành phần cốt lõi của vương quốc Frank và với bản sắc cơ bản là bộ tộc Frank, Lothringen được tách ra khỏi Austrasia như một phần của Trung Francia vào năm 843, và được tổ chức thành một công quốc vào năm 903. Nó tiếp tục bị chuyển đổi qua lại trong các quyền kiểm soát giữa vương quốc Đông và Tây Francia cho đến năm 939, khi nó được hợp nhất chắc chắn vào Đông Francia. Năm 959, công quốc được chia thành Hạ Lothringen (sau đó lại bị chia cắt thành các bá quốc và công quốc của Hà Lan, mà ngày nay là Bỉ, Hà Lan và Luxembourg, để cuối cùng được thống nhất bởi Công tước xứ Bourgogne) và Thượng Lothringen (gồm các phần mà về sau đã phát triển vào lãnh thổ của Pháp được gọi là Lorraine). Hạ Lothringen vẫn là một công quốc của Đế chế La Mã Thần thánh cho đến năm 1190, khi nó được chuyển giao cho Công tước xứ Brabant.
Công quốc Swabia (Ducatus Suebiae, Herzogtum Schwaben)
Về danh nghĩa, người Alamannen đã được quy thuận vương quốc Frank từ cuối thế kỷ thứ 5, nhưng lãnh thổ bộ tộc này đã lập lại thành một công quốc dưới sự kiểm soát trực tiếp của người Frank chỉ vào năm 746. Tên gọi Alamannen và Schwaben ít nhiều được sử dụng thay thế cho nhau trong giai đoạn Trung kỳ Trung cổ. Tộc Burchardinger dựa trên nên tảng thế lực từ Thurgau, trở thành gia tộc đầu tiên vươn lên nắm giữ địa vị công tước, nhưng họ cũng sớm mất quyền thống trị trong cuộc đấu tranh với các vị vua Liudolfinger. Sau khi được chuyển quyền cai trị qua các gia tộc khác nhau, công quốc được chuyển giao cho gia tộc Hohenstaufen vào năm 1079. Sự gia tăng vương quyền của gia tộc này đã biến Schwaben trở thành căn cứ của hoàng gia, nhưng sự sụp đổ của gia tộc vào thế kỷ 13 đã khiến Schwaben rơi vào tình trạng hỗn loạn hoàn toàn, phần còn lại rơi vào tay các gia tộc Wittelsbach, Württemberg và Habsburg, gia tộc này ngay sau khi đối mặt với sự ly khai của Cựu Liên bang Thụy Sĩ. Lãnh thổ cốt lõi của Schwaben tiếp tục tồn tại với tên gọi Bá quốc Württemberg, được nâng lên thành Công quốc vào năm 1495, sau đó trở thành Vương quốc Württemberg trong nước Đức thế kỷ 19.
Công quốc Saxonia (Ducatus Saxoniae, Herzogtum Sachsen)
Gia tộc Liudolfinger, vốn từ lâu đã giữ địa vị quan trọng trong chính quyền của Sachsen, đã vươn lên địa vị công tước và thậm chí là ngai vua sau năm 919. Vào thế kỷ 11, Công quốc được cai trị bởi gia tộc Billunger. Sau năm 1137, gia tộc Welf đã giành được quyền cai trị công quốc. Sự sụp đổ của Công tước Heinrich Sư Tử vào năm 1180 dẫn đến sự tan rã của công quốc, chia cắt thành Công quốc Westphalia và Công quốc Brunswick-Lüneburg, để lại một Công quốc Sachsen cốt lõi trên sông Elbe, giao cho người Ascanians. Phần còn lại này cuối cùng được chia thành Sachsen-Lauenburg và Sachsen-Wittenberg vào năm 1296, sau này được nâng lên địa vị Tuyển hầu vào năm 1356. Nó trở nên độc lập với tên gọi Vương quốc Sachsen sau khi Đế chế La Mã Thần thánh tan rã.
Công quốc Bavaria (Ducatus Bavariae, Herzogtum Bayern)
Gia tộc Luitpoldinger, vốn khởi đầu chỉ là chịu trách nhiệm trấn thủ vùng Phiên địa Carinthia, đã vươn lên địa vị công tước. Họ được kế vị bởi một nhánh của vương tộc Liudolfinger và cuối cùng là gia tộc Welf, những lãnh chúa có đối kháng với các vua Hohenstaufen, dẫn đến việc Bayern bị tước bỏ Áo (1156), Steiermark và Tyrol (1180). Lãnh thổ công quốc bị thu hẹp được trao cho gia tộcWittelsbach. Bayern vẫn nằm dưới sự kiểm soát của gia tộc Wittelsbach cho đến Thế chiến thứ nhất, mặc dù nó đã nhiều lần bị chia thành các công quốc nhỏ hơn giữa các nhánh của gia tộc trong suốt thế kỷ 13 đến thế kỷ 15, được tái thống nhất dưới thời Công tước Albrecht IV xứ Bayern vào năm 1503. Vào năm 1623, nó được nâng lên địa vị Tuyển hầu, và sau sự tan rã của Đế chế La Mã Thần thánh, nó trở thành một Vương quốc Bayern độc lập.

## Di sản
Lịch sử chính trị phức tạp của Đế chế La Mã Thần thánh trong thời Trung cổ đã dẫn đến sự phân chia hoặc thành lập của hầu hết các công quốc đầu thời Trung cổ. Frederick Barbarossa vào năm 1180 đã bãi bỏ hệ thống công quốc bộ tộc để tạo ra thêm nhiều công quốc lãnh thổ hơn. Công quốc Bayern là công quốc bộ tộc duy nhất đã thực hiện chuyển đổi hoàn toàn sang công quốc lãnh thổ, cuối cùng trở thành bang Bayern trong nước Đức hiện đại. Một số công quốc bộ tộc khác nổi lên như một bộ phận của Đế chế La Mã Thần thánh; do đó, Lãnh địa tuyển hầu Sachsen, trong khi không trực tiếp kế thừa Công quốc Sachsen, lại làm phát sinh ra bang Sachsen hiện đại. Mặt khác, các công quốc Franken và Schwaben đã tan rã và chỉ tương ứng một cách mơ hồ với các vùng Schwaben và Franken ngày nay. Công quốc Thüringen thời Meroving tuy không trở thành công quốc bộ tộc của Đế chế La Mã Thần thánh, thậm chí còn bị giáng xuống địa vị một phong địa thuộc Sachsen vào năm 908, nhưng năm 1920, bang Thüringen hiện đại được thành lập với lãnh thổ gần nhưng nằm trọn trong vùng Thüringen lịch sử.